# والگا
والگا (به استونیایی: Valga) شهری در شهرستان والگا، استونی است. این شهر در مرز کشور استونی و لتونی و در نزدیکی شهر والکا قرار دارد.
والگا در سال ۲۰۲۱ میلادی ۱۱٬۷۹۲ نفر جمعیت داشته‌است.

## نگارخانه

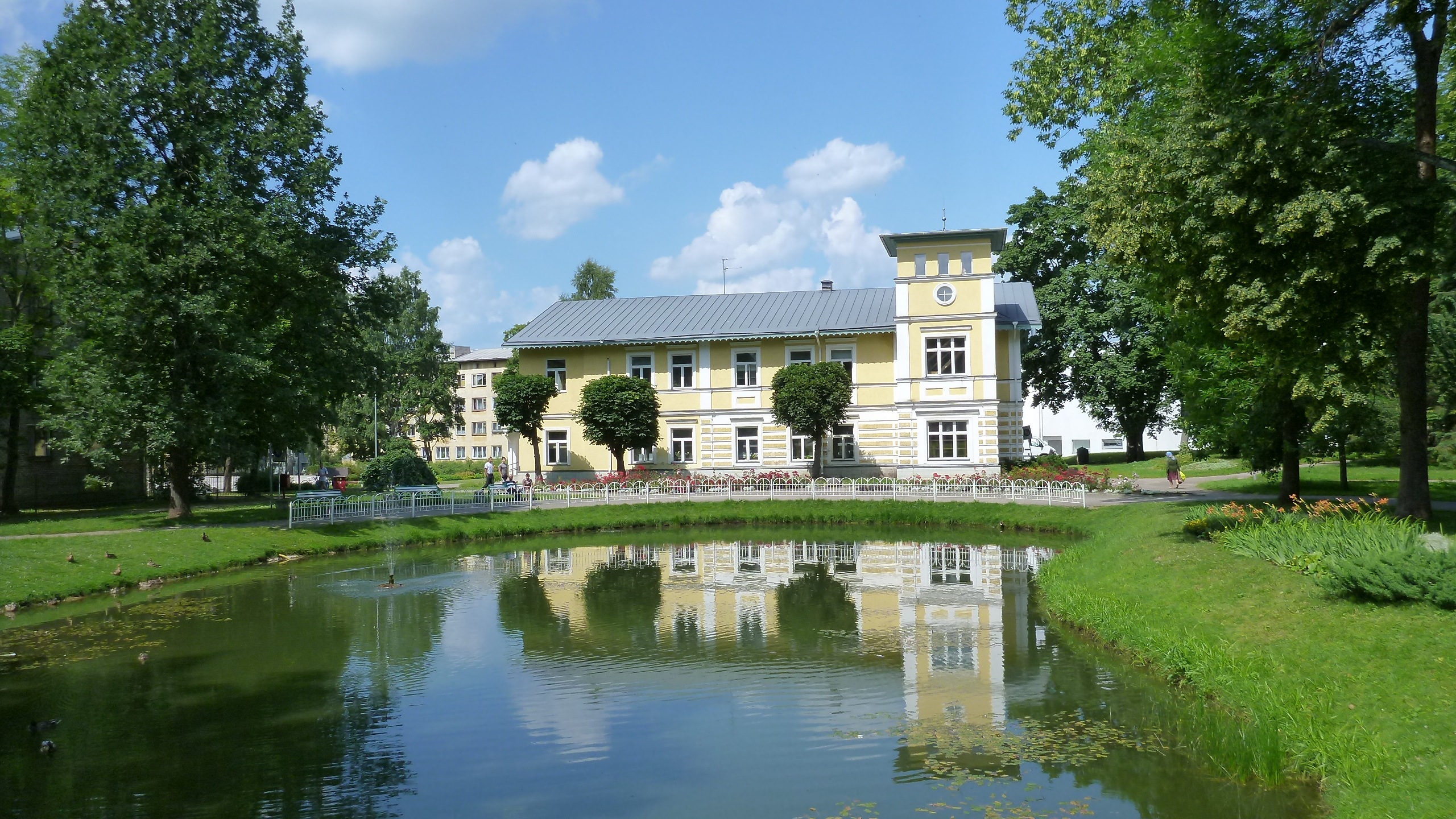
کتابخانه مرکزی والگا
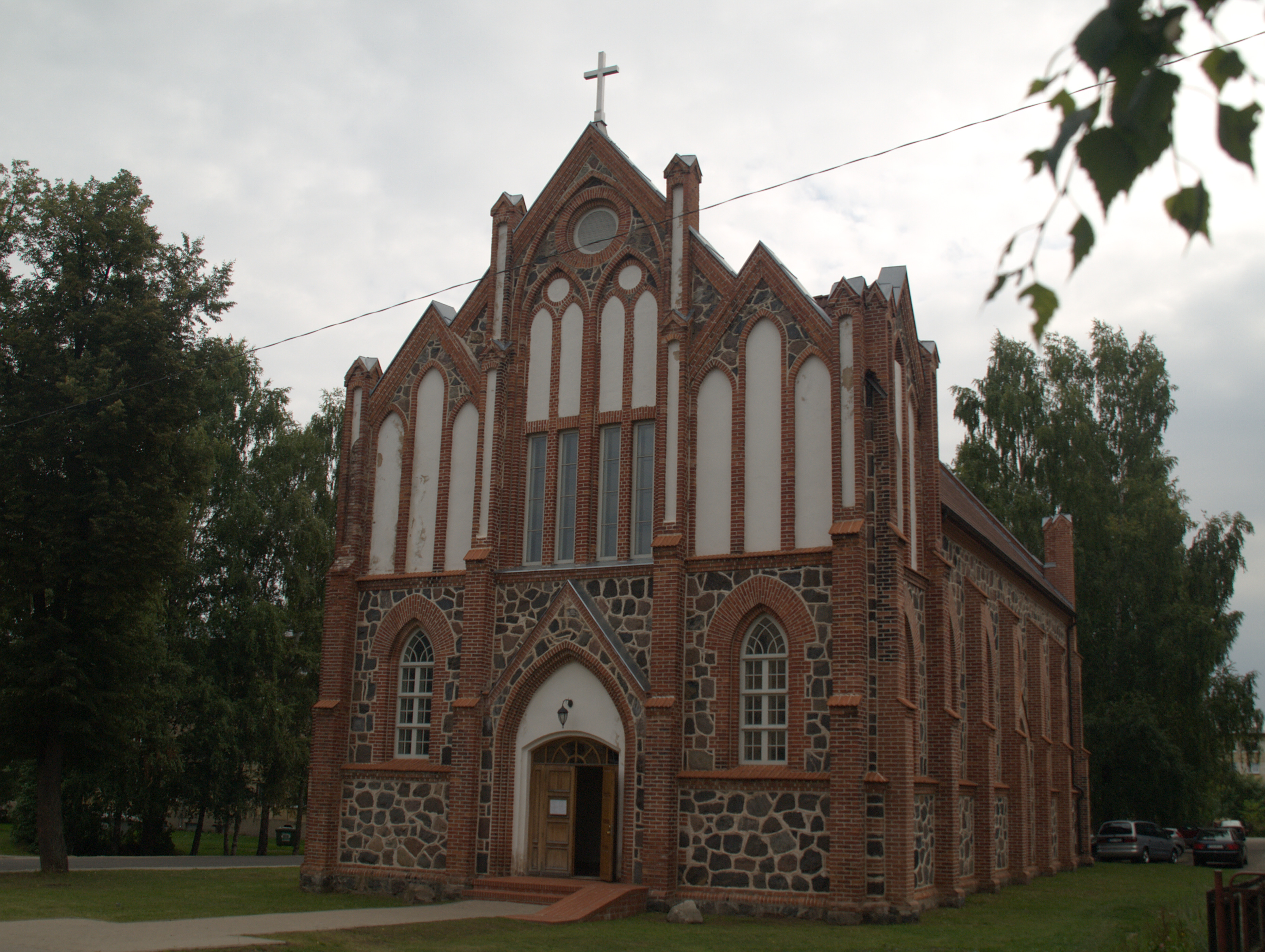
کلیسای روح القدس
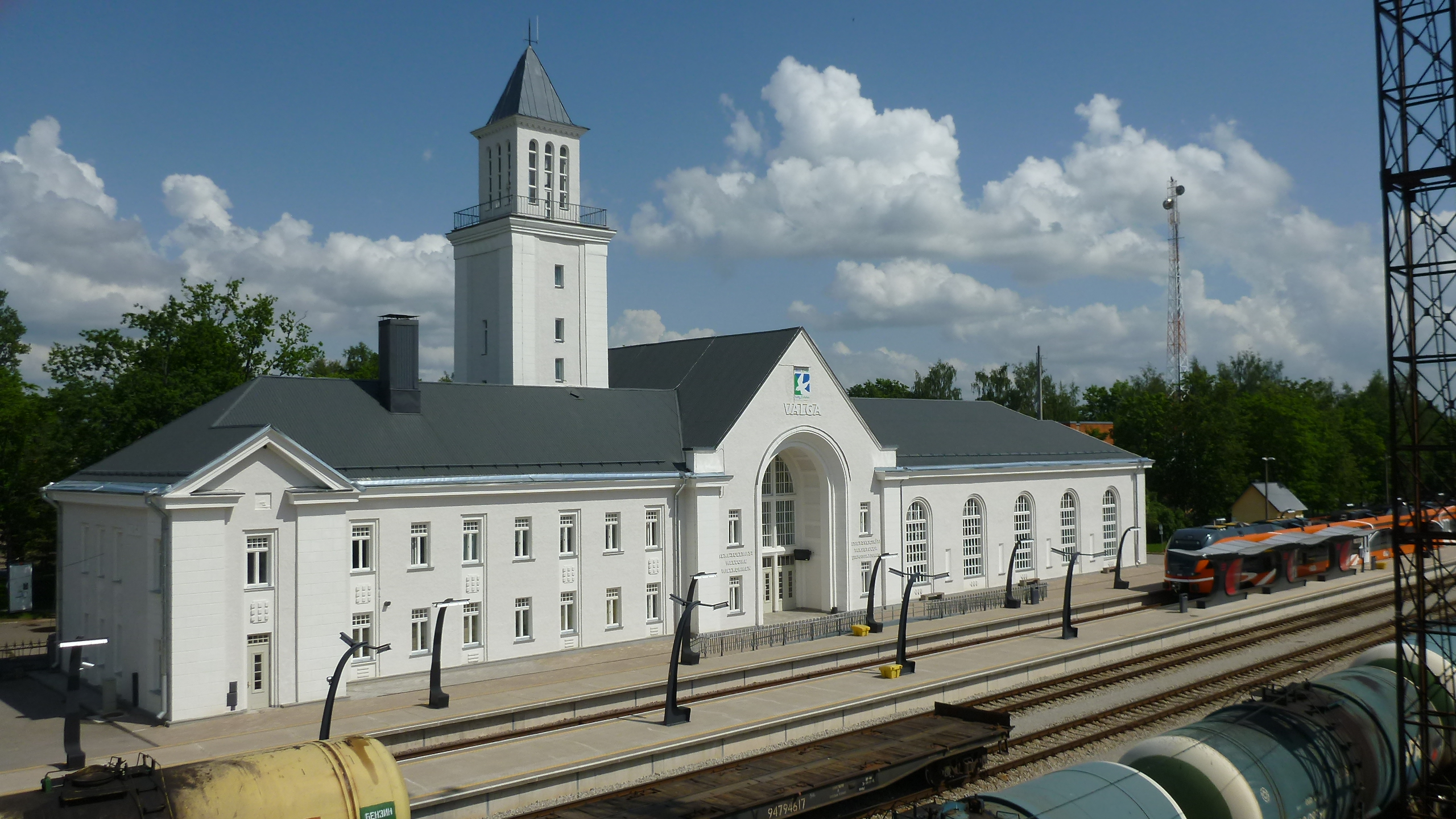
ایستگاه راه‌آهن والگا
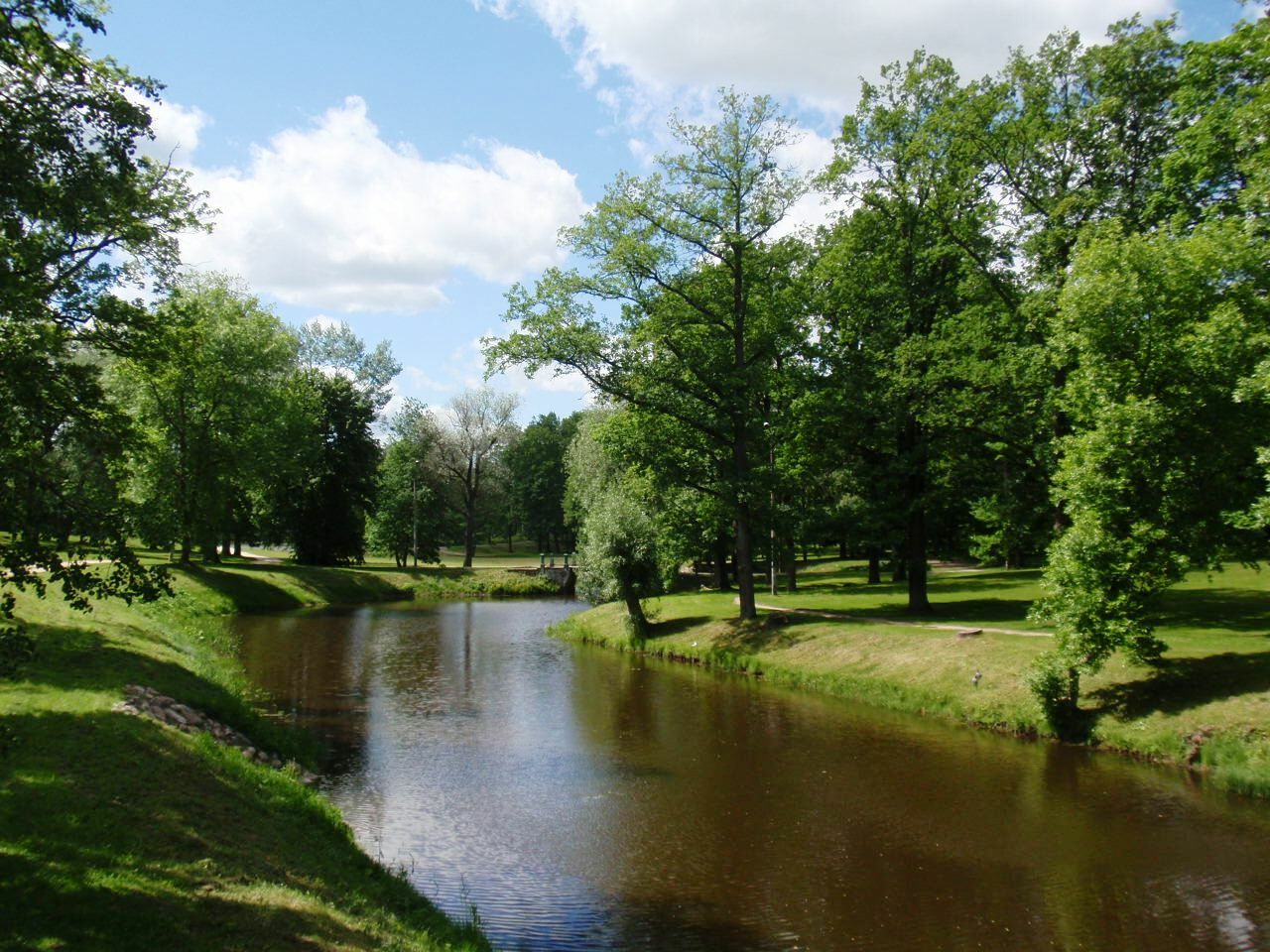
پارک شهر والگا
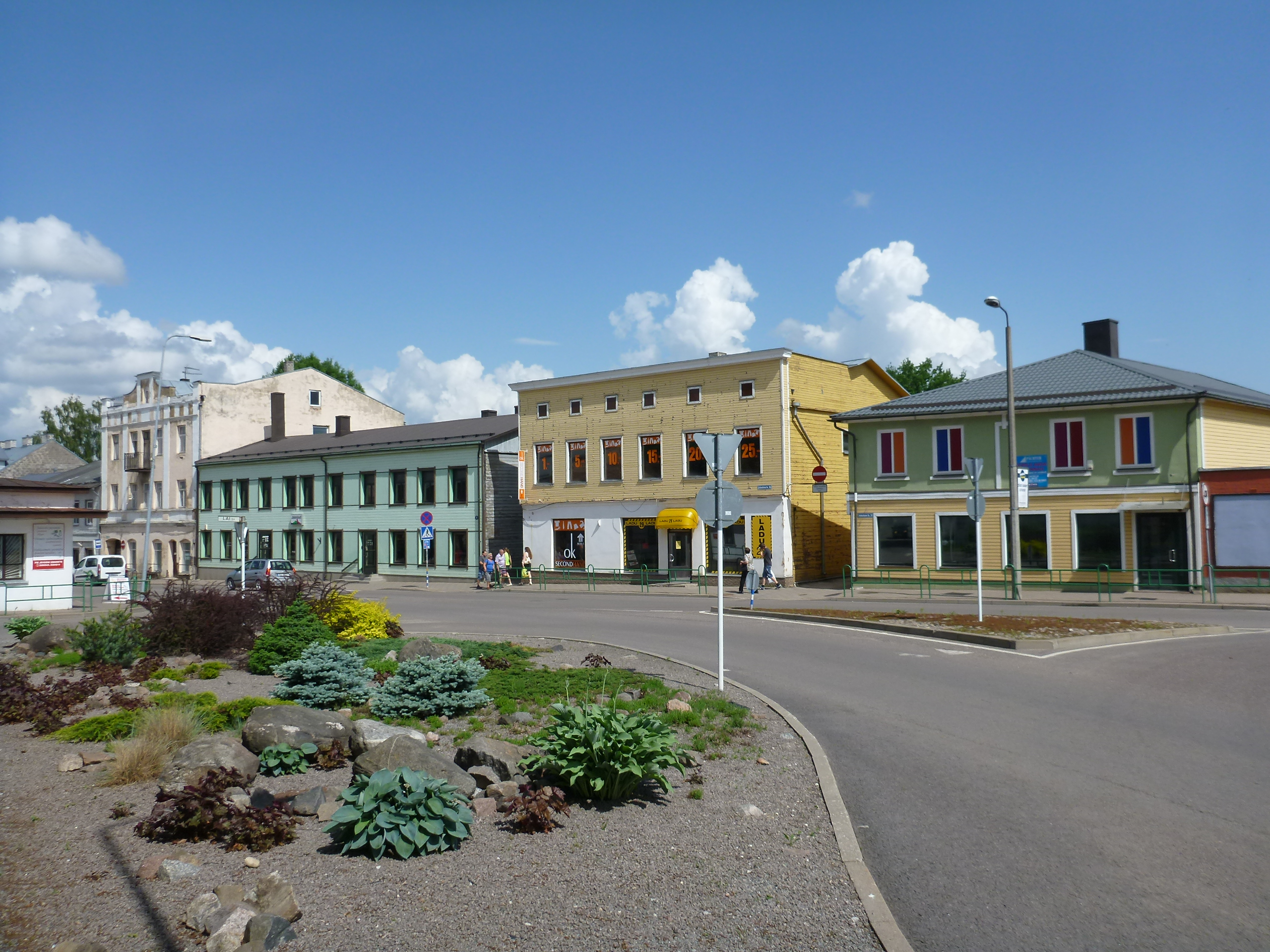
خیابان وابادوسه
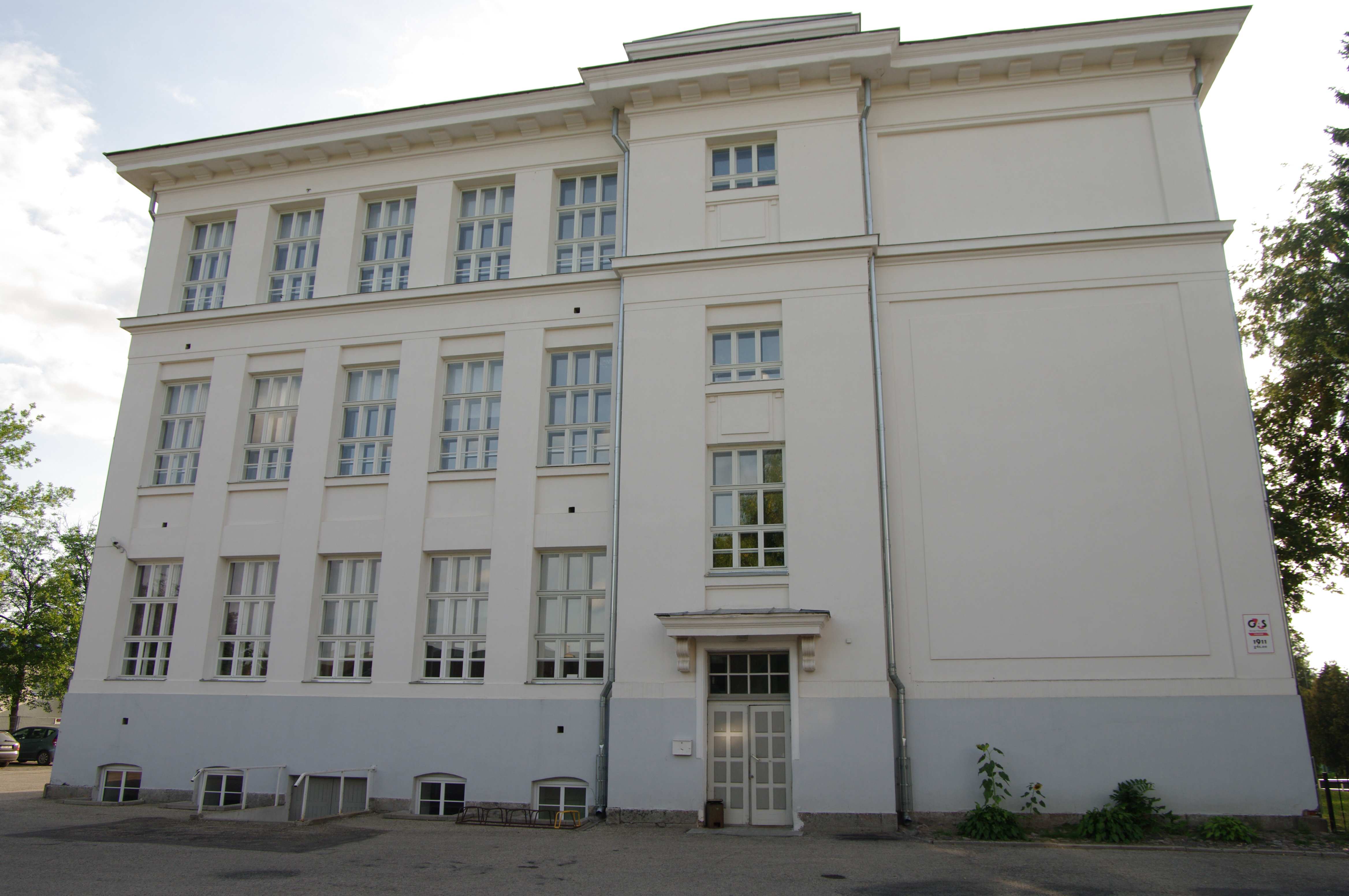
مدرسه پایه والگا
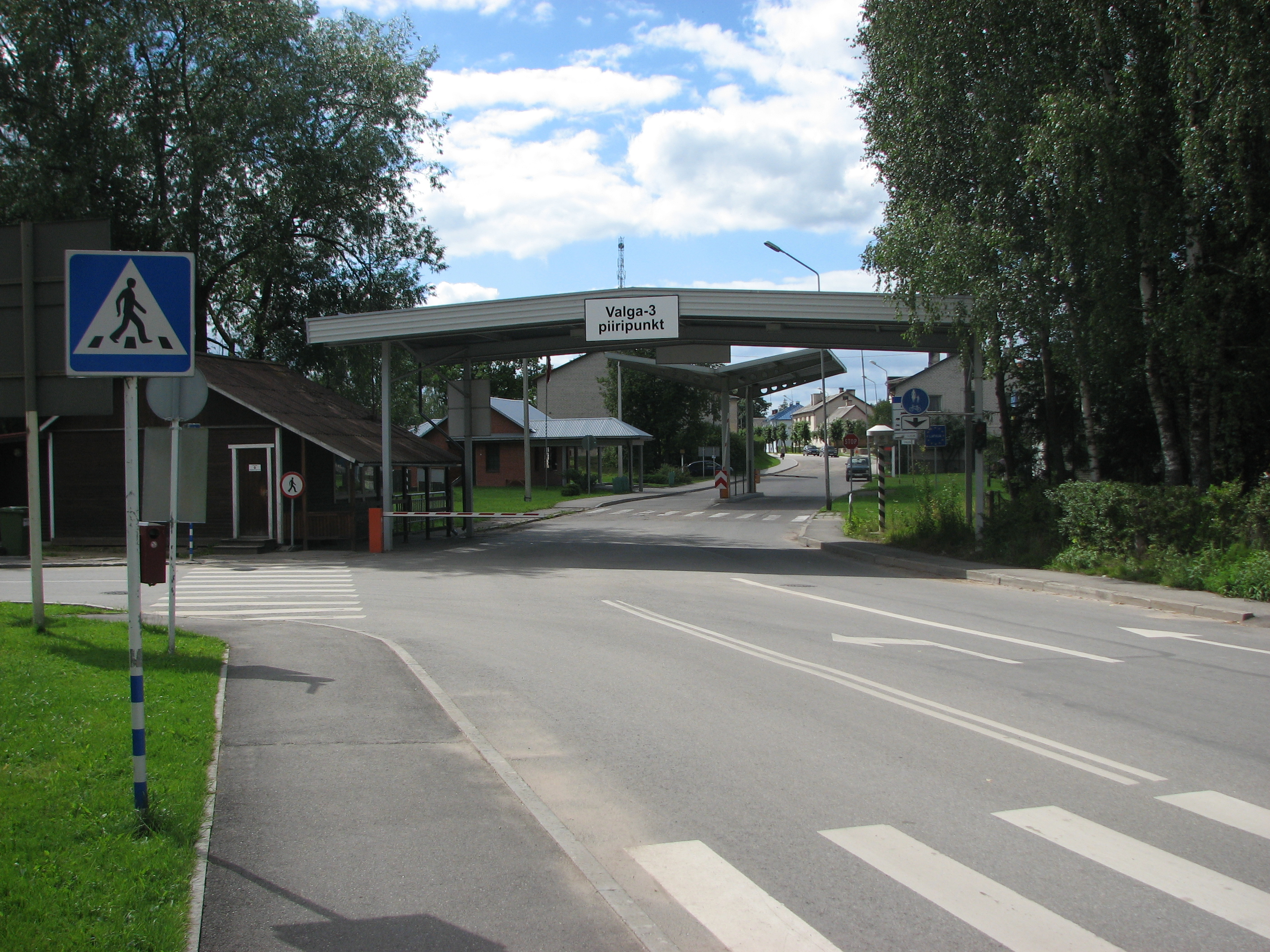
خیابان سپا / خیابان سمینارا. مرز و ایست بازرسی بین والگا، استونی و والکا در لتونی از سمت استونی

## شهرهای خواهرخوانده
شهرهای خواهرخوانده:
| - دوربی، بلژیک - هلزبریه، سوئد - هاپاراندا، سوئد - کوشچیلیسکو، لهستان | - لوبتس، آلمان - ولیکی نووگورود، روسیه - اووکلند، مریلند، آمریکا - اوریماتیلا، فنلاند | - تورنیو، فنلاند - اوسی‌کاوپونکی، فنلاند - والکا، لتونی - اوستهامار، سوئد |